# 폴 디니
폴 디니(영어: Paul Dini, 1957년 8월 7일 ~ )는 미국의 만화가, 애니메이터이다. 브루스 팀이 기획한 《배트맨》 관련 애니메이션 시리즈의 프로듀서로 참가했으며 이외 수많은 배트맨 프랜차이즈 작품을 제작했다.